# Micrathena reimoseri
Micrathena reimoseri är en spindelart som beskrevs av Cândido Firmino de Mello-Leitão 1935. 
Micrathena reimoseri ingår i släktet Micrathena och familjen hjulspindlar. Inga underarter finns listade i Catalogue of Life.